# Рой Керр
Рой Керр (англ. Roy Patrick Kerr; нар. 16 травня 1934, Курау, Нова Зеландія) — новозеландський математик і астрофізик, який отримав в 1963 році аналітичне рішення рівнянь Ейнштейна, що описує гравітаційне поле обертання чорної діри. Заслужений професор Університету Кентербері.
У 1951 році вступив до Університету Нової Зеландії, трьома роками пізніше захистив роботу на здобуття ступеня магістра, а в 1960 році в Кембриджі здобув ступінь доктора філософії. Назва дисертації — «Рівняння руху в загальній теорії відносності» (Equations of Motion in General Relativity). У 1963—1972 роках викладав в Техаському університеті в Остіні, в 1972 році після повернення в Нову Зеландію став професором математики в Кентерберійському університеті (Крайстчерч), де викладав до свого виходу на пенсію в 1993 році, останні десять років — як декан математичного факультету.

## Нагороди та визнання
- 1984: медаль Г'юза[7]
- 1982: медаль Гектора[en]
- 1993: медаль Резерфорда[en][7]
- 2006: премія Марселя Гроссмана[7]
- 2011: компаньйон ордена «За заслуги»[8]
- 2013: медаль Альберта Ейнштейна[9]
- 2015: почесний доктор Університет Кентербері[en][10]
- 2016: премія Крафорда[11]
- 2019: член Лондонського королівського товариства
- 2020: медаль Оскара Клейна